# Matthias Schönweger

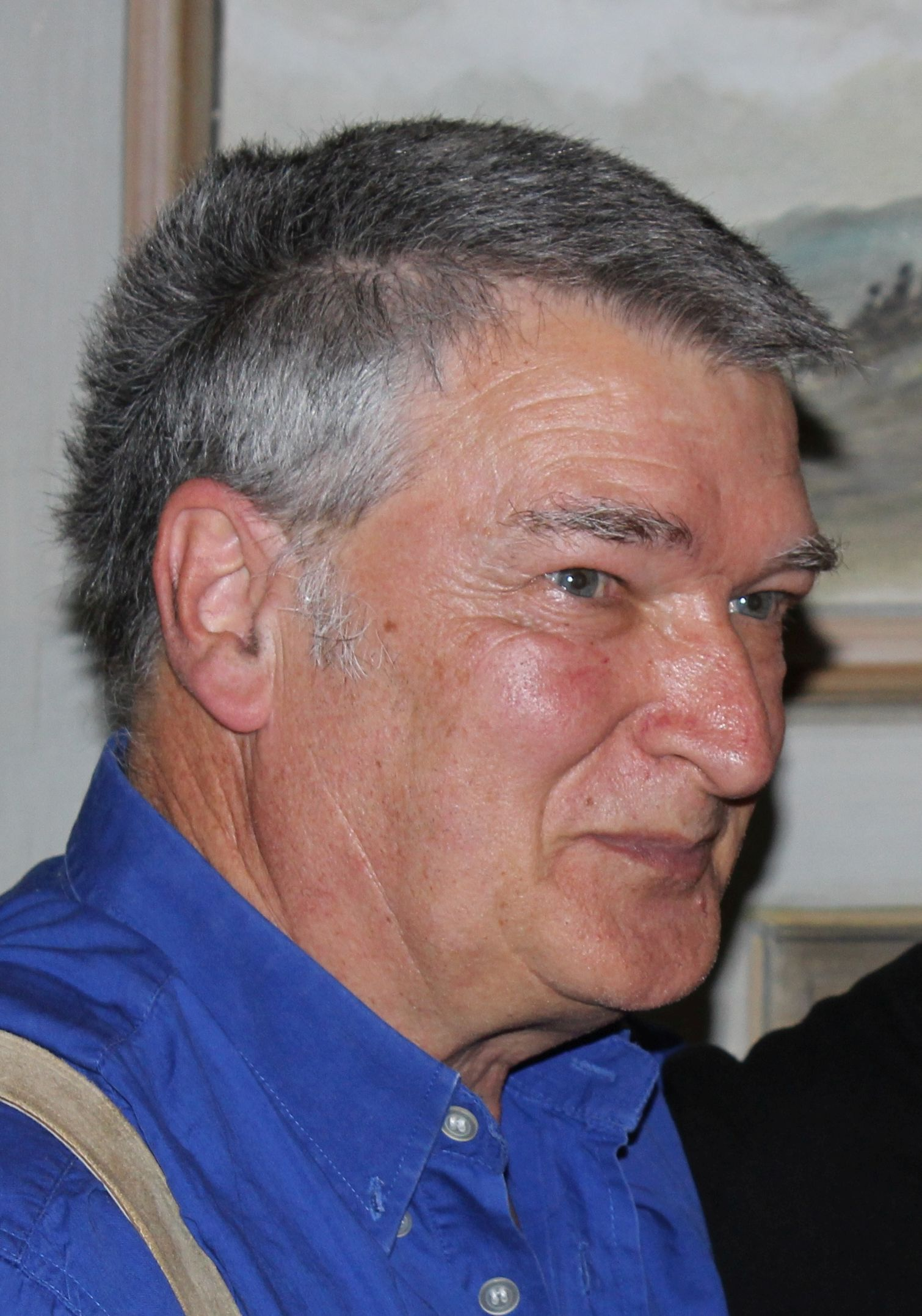
Matthias Schönweger (2014)

Matthias Schönweger (* 17. Januar 1949 in Tscherms) ist ein italienischer Schriftsteller, bildender Künstler und Performancekünstler aus Südtirol.

## Leben
Matthias Schönweger wuchs in Partschins mit zwei Brüdern und einer Schwester auf. Sein Vater war Malermeister und verstarb, als Schönweger sechs Jahre alt war. Die Mutter erwarb daraufhin als erste Frau den Titel einer Malermeisterin in Südtirol und übernahm den Betrieb. Schönweger studierte Kunstgeschichte, Komparatistik und „materie letterarie“ (Geisteswissenschaften) in Verona, Innsbruck und Padova. Er promovierte 1979 mit der Dissertation „Albert Ellmenreich und seine Öffentlichkeitsarbeit als Meraner Redakteur, Journalist und Chronist der Jahre 1890–1937“. Bis zu seiner Pensionierung arbeitete er als Deutschlehrer an einer italienischen Oberschule in Meran.

## Werk
Schönweger trat erstmals mit dem experimentellen Theaterstück „Held & Hunger“ an die Öffentlichkeit, das unter dem Namen Mathis Schön am 12. Mai 1971 im Kulturhaus Walther von der Vogelweide (Waltherhaus) in Bozen uraufgeführt wurde. Neben weiteren Theaterstücken und bisher zwei Romanen veröffentlichte Schönweger eine große Zahl an Werken, die literarisch an die Tradition der Konkreten Poesie anknüpfen, aber noch stärker als diese mit Techniken aus der bildenden Kunst verknüpft sind. Seine Auseinandersetzung mit der besonderen Situation Südtirols als Grenzgebiet zeigt sich auch in der Einbeziehung der italienischen Sprache und Kultur in seine Arbeiten. Zu den nachhaltigen Begegnungen mit Persönlichkeiten aus Kunst und Kultur zählen Joseph Beuys, Gerhard Rühm und Vilém Flusser. Von letzterem wurde Schönweger Anfang der siebziger Jahre eingeladen, zwei seiner Essays in der Tageszeitung Dolomiten zu illustrieren.
Schönwegers Bücher enthalten grafisch bearbeitete Texte, Fotos von Performances und Kunstobjekten, Collagen und auch bewegliche Objekte in Form Toilettenpapier, Plastikfiguren, Ansichtskarten u. a. 1983 gründete Schönweger mit Ruth Gschwendtner, Gert Gschwendtner und Jakob De Chirico eine Gruppe für Performance-Kunst mit dem Namen Netz-Kunst. Er veranstaltete selbst zahlreiche, u. a. umweltaktionistische, Performances und nahm auch an internationalen Kunstveranstaltungen teil, darunter 1989 beim „International Symposium of Art and the Invisible-Reality II“ der Franklin Furnace Organisation in New York (Brooklyn). Seit 2005 hat Schönweger außerdem über 50 Kriegsbunker in Südtirol erworben, die er als „Auffangbecken/Reservoire und in summa Teil des Gesamtkunstwerkes meiner Bilderwelt der Weltbilder“ bezeichnet.
2023 wurde Schönweger für eine grafische Arbeit beim 38. Österreichischen Grafikwettbewerb im Innsbrucker Museum Ferdinandeum ausgezeichnet. Vom 26. bis 27. April 2024 fand eine internationale und interdisziplinäre Tagung zum Werk von Matthias Schönweger statt. Die Tagung wurde vom Institut für Germanistik der Universität Innsbruck und „Kunst Meran / Merano Arte“ organisiert und fand in Innsbruck und Meran statt.

## Auszeichnungen
- 1978: 2. Preis für Lyrik der Landeshauptstadt Innsbruck.
- 2023: Ankaufspreis des 38. Österreichischen Grafikwettbewerbs.

## Werke
- Mann und Frau, 1+1=EHE es zu spät ist & und sonstiges konkretes. Eigenverlag, Meran 1976.
- DAS SCHN-ECKEN-BUCH. Eigenverlag, Meran 1977.
- hure anne. Eigenverlag, Meran 1977.
- SCHÖNWEGER wort stein HÖLZL (12 Gedichte). Zeichnung von H. Hölzl. Eigenverlag, Meran 1978.
- Albert Ellmenreich und seine Öffentlichkeitsarbeit als Meraner Redakteur, Journalist und Chronist der Jahre 1890–1937. Dissertation, Padua 1979.
- L(ESE)L RATTE. Eigenverlag, Meran 1979.
- Anton Frühauf. Meran. Mit einem Vorwort von Matthias Schönweger. Arunda, Schlanders 1980, ISBN 3-7066-2279-3.
- S-EX & S-AMEN EXAMEN. Eigenverlag, Meran 1981.
- (L)EBEN & (L)EBEN LASSEN. Eigenverlag, Meran 1981.
- CONTRO-VERSE TATENBUCH/TOTENBUCH ZUM FORTSETZEN. Eigenverlag, Meran 1982.
- THEATER (IN DER KLEMME) ZETTEL - GEDICHTE ZU BB. Eigenverlag, Meran 1983.
- BIO-GRAF (nobile) HAND-ARBEIT MACHT FREI. Eigenverlag, Meran 1983.
- LESE-BUCH. MEMENTO-MORI-TATEN. Am Weg Rand notiert. Eigenverlag, Meran 1984.
- NACH LESE BUCH. Verlag Südtiroler Autoren, Bozen 1987.
- DAS WAR 1983. Meran: Eigenverlag 1988.
- Dauer-Brenner Süd-Tirol. Gedanken zum Geschehen vor/nach 50 Jahren Geschehen zum Gedenken. Bozen, Tappeiner Verlag 1989, ISBN 88-7073-081-6.
- Wegsam. 1991 nachwievor; geht es dahin ist es. Haymon, Innsbruck 1991, ISBN 3-85218-090-2.
- Soll & Haben Zu/Buche/geschlagen. Edition Raetia, Bozen 1991.
- Zwölf Gedichte von Matthias Schönweger. Eine Zeichnung von Hansgeorg Hölzl. 1978. Eigenverlag, 1991.
- Mausoleum. Buchobjekt. Edition Wegmann, München Grafing 1994.
- Die Katze im Sack. Buchobjektbuch. Edition Wegmann, München Grafing 1994.
- Von Wegen. Ein kunterbunter Themenreigen aus achtzehn Tänzen und einer ewigen Ruhepause dazwischen. Edition Raetia, Bozen 1994, ISBN 88-7283-055-9.
- SEITEANSEITE DER BÜCHER. M. Abb. haymonverlag, Innsbruck 1998, ISBN 3-85218-269-7.
- Flügelverleih. Von diesem Fenster aus und durch die Tür. Bildband und Wörterbuch. M. Abb. Edition Raetia, Bozen 2000, ISBN 88-7283-133-4.
- von&zu Peter&Paul. RomanC. Hg. in Zusammenarbeit mit dem Südtiroler Künstlerbund. Skarabaeus, Innsbruck 2003, ISBN 3-7082-3128-7.
- Türe zu / msch. M. Abb. Edition Raetia, Bozen 2003, ISBN 88-7283-191-1.
- Wie Gott sie schuf oder die Calla, Die Tunte. Ein Schäferroman. M. Kunstbeilage. Edition Raetia, Bozen 2006, ISBN 88-7283-272-1.
- GRAND COEUR. MUSEUM. Skarabaeus, Innsbruck 2009, ISBN 978-3-7082-3270-6.
- Von der Kunst das Leben zu lieben, Band 1. Von der Kunst das Leben zu leben, Band 2. Edition Raetia, Bozen 2012, ISBN 978-88-7283-408-4.
- Meine Rede. Edition Raetia, Bozen 2014, ISBN 978-88-7283-490-9.
- Der Augen Blick. Gedichte seitenanseite. Edizioni alphabeta, Meran 2017, ISBN 978-88-7223-303-0.
- SPUREN im Schnee von gestern. Edition Raetia, Bozen 2019, ISBN 978-88-7283-691-0.
- Gebucht. Teil 1: Reise auch ein Tunwort. Teil 2: Reise auch ein Imperativ. Ein Drehbuch. Edition Raetia, Bozen 2023, ISBN 978-88-7283-884-6.
- DAS IMZUM BUCH. Eigenverlag, Meran 2024.
- msch's BLÄTTERWÄLDER. Eigenverlag, Meran 2024.
- DAS MOMENTUM. Eigenverlag, Meran 2025.

Theaterstücke
- Held und Hunger. Bühnenstück. Regie: Matthias Schönweger UA: Waltherhaus. Bozen 1970.
- Park. Bühnenstück. UA: Volksbühne. Meran, 1971.
- GENERAL PROBE. Ein Theaterstück mit 5 Skizzen und 11 Bildern. Regie: Matthias Schönweger. UA: Nikolaussaal. Meran 07.12.1975.
- alpentraum: Mutterland. Heimattreue. Regie: Matthias Schönweger UA: Theater in der Klemme März 1982.